# Khidr Khan

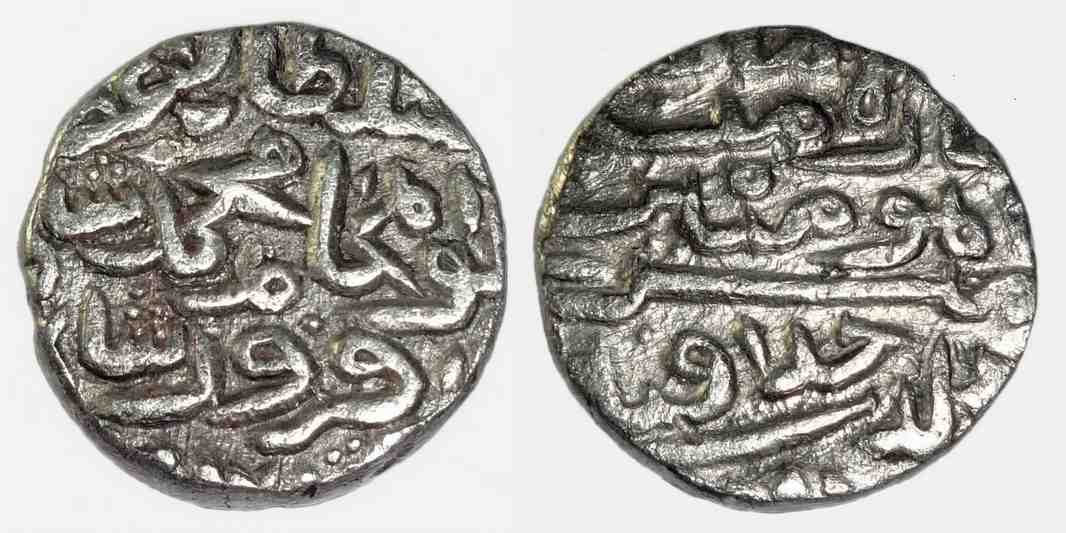
Khidr Khan

Khidr Khan, eller Khizr Khan, död 1421, var regerande sultan av Delhi mellan 1414 och 1421. 
Han var den egentlige grundaren av Sayyiddynastin i Delhi. Han var guvernör i Multan i nuvarande provinsen Sindh, när han utnyttjade oredan i huvudstaden för att avsätta den nyligen tillsatte sultanen och själv gripa makten i riket.
Regerade 1415-1421, och efterträddes som härskare för det krympande sultanatet av sin son Mubarrak Khan II.